# Památník Bitvy národů
Památník Bitvy národů (německy Völkerschlachtdenkmal, lidově Völki) z roku 1913 se nachází na Pragerstrasse jihovýchodně od centra Lipska. Připomíná bitvu u Lipska v říjnu 1813, v níž Prusko a jeho spojenci porazili Napoleona. S výškou 91 metrů je největší stavbou svého druhu v Evropě. Památník navrhl německý architekt Bruno Schmitz (1858–1916). Autorem sochařské výzdoby je západočeský sochař německého původu Franz Metzner (1870–1919) ze Všerub.
Budova stála šest milionů tehdejších zlatých marek, které byly získány sbírkami a pořádáním loterie.

## Historie

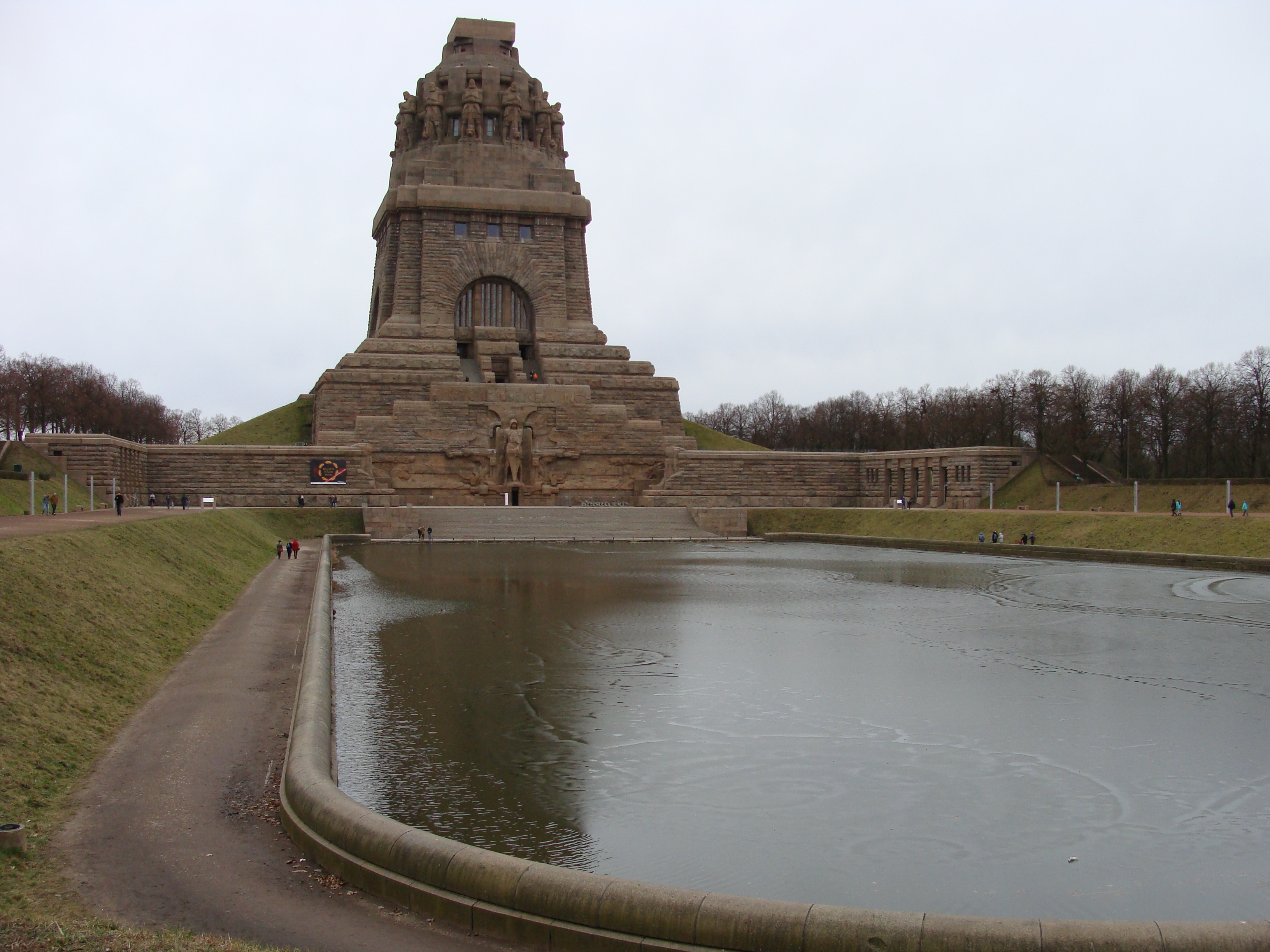
Památník a Jezero slz

Základní kámen byl položen v roce 1898 a stavba byla slavnostně otevřena ke stému výročí bitvy 18. října 1913. Je postavena z betonu a obložena žulovými deskami, celková váha se odhaduje na tři sta tisíc tun. Vchod do památníku střeží dvanáctimetrová socha archanděla Michaela. Uvnitř se nachází sál se sochami padlých hrdinů, kde se konají koncerty a další akce. Pět set schodů vede na horní plošinu, odkud se otevírá výhled daleko do kraje. Před památníkem je umělá vodní nádrž zvaná See der Tränen (Jezero slz).
V době Třetí říše sloužil památník k různým slavnostem nacistického režimu. Proto se po druhé světové válce objevily návrhy na jeho likvidaci, nakonec byl ale zachován s odůvodněním, že symbolizuje tradici německo-ruského přátelství ve zbrani.